# Marx Dormoy
Marx Dormoy (Montluçon, 1º agosto 1888 – Montélimar, 26 luglio 1941) è stato un politico francese.

## Biografia
Aderì al socialismo e fu tra i membri dell'ala moderata della Sezione Francese dell'Internazionale Operaia.
Nel 1926 diventa sindaco di Montluçon, carica che manterrà per 14 anni. Nel 1931 viene eletto deputato, nel frattempo diventa anche presidente del consiglio dipartimentale dell'Allier. Nel primo governo del Fronte Popolare, nel giugno 1936, viene inizialmente nominato Sottosegretario alla presidenza del consiglio, poi il 26 novembre dello stesso anno diventa Ministro dell'interno, in sostituzione di Roger Salengro, morto suicida pochi giorni prima. Ricoprì lo stesso incarico in altri due governi, il terzo gabinetto Chautemps e il secondo Blum.
Come ministro, Dormoy portò avanti la lotta contro la Cagoule, un'organizzazione clandestina di estrema destra che si proponeva di rovesciare la Terza repubblica francese. Dormoy pagò questa lotta con la vita: da senatore in carica, nel bel mezzo della Seconda guerra mondiale, fu assassinato nel 1941 da militanti della Cagoule, pochi giorni prima di compiere 53 anni. 
A lui è intitolata la stazione Marx Dormoy della metropolitana di Parigi, ma anche numerose strade e scuole in diversi comuni francesi.